# Zitzewitz

Herb Zitzewitz I

Herb Zitzewitz I odmienny

Herb Zitzewitz II

Herb Zitzewitz Hrabia

Zitzewitz (Ciczwic, Ciszwic, Ciświc, Zitzwitz, Zizwitz) – herb szlachecki, używany przez rodzinę osiadłą na Kaszubach. Herb własny rodziny Zitzewitzów.

## Opis herbu
Herb znany przynajmniej w czterech wariantach. Opisy z wykorzystaniem klasycznych zasad blazonowania:
Zitzewitz I: W polu dwudzielnym w słup srebrno-czarnym (także czarno-srebrnym) orzeł dwugłowy (także w koronach) w barwach naprzemiennych. Klejnot: nad hełmem w zawoju czarno-srebrnym (także w koronie) siedem piór strusich trzy czarne między czterema srebrnymi (także w dwóch rzędach: 4 i 3). Labry czarne, podbite srebrem (także czerwone i białe).
Zitzewitz I odmienny: W polu dwudzielnym w słup, czarno-srebrnym, orzeł dwugłowy z uzbrojeniem i w koronach złotych, barwiony naprzemiennie, mający na piersi trzy kule złote w słup. Klejnot: nad hełmem w koronie siedem piór strusich, trzy czarne między czterema srebrnymi. Labry czarne, podbite srebrem.
Zitzewitz II: W polu dwudzielnym w słup, z prawej srebrnym, z lewej czarnym, orzeł dwugłowy z uzbrojeniem i w koronach złotych, barwiony naprzemiennie. Klejnot: nad hełmem w zawoju czarno-srebrnym siedem piór kruczych srebrnych. Labry czarne, podbite srebrem.
Zitzewitz Hrabia: W polu dwudzielnym w słup, z prawej czarnym, z lewej srebrnym, orzeł dwugłowy barwiony naprzemiennie. Nad tarczą korona hrabiowska, nad którą hełm w koronie z klejnotem – siedem piór strusich, trzy srebrne między czterema czarnymi. Labry czarne, podbite srebrem. Tarczę podtrzymują dwa orły: czarny z prawej, srebrny z lewej, oba z uzbrojeniem złotym, patrzące na zewnątrz.

## Najwcześniejsze wzmianki
Najdawniejszą wersją herbu była ta oznaczona jako Zitzewitz II, która pojawiała się na pieczęciach członków rodu w XIV-XVI wieku. Najstarsze pieczęcie z lat 1347, 1402, 1418 i 1477 wyobrażają samą tarczę bez klejnotu. Inne stare pieczęcie z tym herbem znane są z lat 1479, 1493, 1496. W barwach i z klejnotem ta wersja herbu znana jest ze sztambucha z 1577 roku należącego do Matthiasa von Zitzwitz z gałęzi z Budowa i z Janiewic, Biesowic i Warcina.
Herb w wersji określanej jako podstawowa po raz pierwszy pojawił się na mapie Pomorza Lubinusa z 1618 roku oraz w tzw. „starym” herbarzu Siebmachera z XVII wieku. Następnie herb odnotowały herbarze: Bagmihla (Pommersches Wappenbuch, 1847), Ledebura (Wappenbuch der Preussischen Monarchie, 1836), Zedlitza-Neukircha (Neues preussisches Adels-Lexicon, 1842), Żernickiego (Der polnische Adel, 1900).
Herb Zitzewitz I odmienny (ale bez koron) znany jest ze sztambucha z 1559 roku, należącego do Tetzeslausa Joachima Cizewitza, z linii z Motarzyna i Budowa. Podobny herb, ale klejnotu, widnieje na frontonach pałaców w Niepoględziu z 1864 roku, Cecenowie z XVIII wieku oraz na witrażu kościoła z 1890 roku ufundowanego przez M. von Zitzewitz. Znaczenie trzech kul na piersi orła jest nieznane.
Wersja hrabiowska herbu została nadana wraz z pruskim tytułem Ernestowi Henrykowi Christianowi von Zitzewitz 24 września 1909 roku. Tytuł związany był z majoratem na dobrach Sycewice, Gać i Nosalin.

## Herbowni
Zitzewitz (Cicewicz, Cicewiz, Cicwic, Ciczwic, Cićwic, Ciszwic, Ciświcz, Citzeuitz, Citzewitz, Citzuitz, Citzwicz, Cizewitz, Cytsewic, Cytzwicz, Cytzwitz, Cywicki, Cziczvic, Cziczwitz, Czieczowicz, Cziswitz, Czitczeuitcz, Czitczcevitcze, Czitzeuitze, Czitzeuitzen, Czitzewitze, Czitzwitz, Czyczwic, Czyczwitz, Scziczeuicze, Siczouicze, Siczowicz, Sitsouits, Sitzeuitze, Sycewic, Sycewicz, Teschwitz, Tzittzeuytze, Zcitzeuisse, Zibzewitz, Zickwitz, Ziczewicz, Zittwitz, Zitzeuitz, Zitzeuitzen, Zitzevitze, Zitzuitz, Zitzvitz, Zitzwits, Zitzwitz, Zizwitz, Zizwiz, Zytwitz).

### Rodzina Zitzewitz
Stary, rdzennie pomorski ród szlachecki, o pierwotnym słowiańskim nazwisku Sycewic, pochodzącym od wsi Sycewice w ziemi słupskiej. Rodzina ta być może wywodzi się z wyspy Rugia, skąd przybyła na Pomorze Środkowe. Jej najdawniej wzmiankowanym przedstawicielem jest Marcin Sycewic, wymieniony w 1345 i 1347 roku. Na początku XV wieku rodzina podzieliła się na trzy główne linie: 1 z Motarzyna, Budowa, Dobieszewa, Gogolewa, 2 z Podola, Sycewic i Krzyni, 3 z Janiewic, Warcina, Biesowic w okręgu sławieńskim. W XVI wieku członkowie rodu pełnili rozmaite funkcje ziemskie i dworskie. W roku 1608 dwaj bracia von Zitzwitz otrzymali potwierdzenie lenna na ponad 40 wsi w ziemiach słupskiej i sławieńskiej. W roku 1638 specjalna komisja regulująca stosunki własnościowe w starostwie lęborsko-bytowskim, po jego włączeniu do Rzeczypospolitej wystawiła dokument będący de facto indygenatem dla sześciu przedstawicieli rodu, którzy mieli majątki po stronie polskiej. Zitzewitzowie służyli w armii brandeburskiej i pruskiej. Z nich Peter Christoph (zm. 1800) i Johann Bogislav (zm. 1803) dosłużyli się stopni generała-majora.